# جفری پیکارد
جفری پیکارد (انگلیسی: Geoffrey Picard; ۲۰ مارس ۱۹۴۳ – ۱۴ سپتامبر ۲۰۰۲) قایقران روئینگ اهل ایالات متحده آمریکا بود.